# ウラドレン・タタルスキー
ウラドレン・タタルスキー（英語: Vladlen Tatarsky、ロシア語: Владлен Татарский、1982年4月25日 - 2023年4月2日）、本名マキシム・ユーリェヴィチ・フォミンは、ロシアのジャーナリスト、軍事ブロガー。
2017年ごろからヴィクトル・ペレーヴィンの小説『ジェネレーション〈P〉』の登場人物にちなんだペンネームを名乗っていた。2022年ロシアのウクライナ侵攻を支持する活動を展開していた2023年4月2日、サンクトペテルブルクのカフェで爆殺された。

## 生涯
ウクライナのドネツィク州マキイフカ出身。炭鉱労働に従事した後、銀行強盗で有罪判決を受けた。その後、ドンバス戦争における親ロシア派分離主義勢力に合流したとされる。

### 爆殺
2023年4月2日、サンクトペテルブルクのカフェで起きた爆弾テロにより40歳で死去した。
ロシア連邦大統領ウラジーミル・プーチンは3日付で勇気勲章を追贈した。
8日には首都モスクワで葬儀が行われ、儀仗隊が参列するほど大規模なものであった。参列者にはワグネルの創立者でカフェの元オーナーでもあったエフゲニー・プリゴジンの姿もあった。
3日に捜査当局は爆発に関与した疑いで、サンクトペテルブルク在住の26歳女性ダリア・トレポワを拘束し、彼女がタタルスキーに贈り物として渡した像が爆発したとみられる。4日に女をテロ行為の罪で起訴した。13日、ロシア連邦保安庁（FSB）は、容疑者の女に像を宅配便で送ったとしてウクライナ人の30歳代の男を指名手配したと発表した。
トレポワは起訴され、贈り物に内蔵されているのは盗聴器と思い込まされており危害を加えるつもりはなかった等と主張したが、サンクトペテルブルクの裁判所で2024年1月25日、禁錮刑27年の判決を受けた。